# 中小企業における情報セキュリティの普及促進に関する共同宣言
中小企業における情報セキュリティの普及促進に関する共同宣言 は、2017年2月に中小企業と関わりの深い商工団体・士業団体の全国組織、IT関連団体および関連する施策の実施機関である独立行政法人が経済産業省、中小企業庁の協力の下、強固な連携により、各団体・組織の機能や特徴を生かしながら、中小企業におけるITの利活用拡大に向け、中小企業における情報セキュリティへの意識啓発及び自発的な対策の策定、実践を促進するため、連携して活動することを宣言したもの。